# Джон Аддісон Фордайс
Джон Аддісон Фордайс (англ. John Addison Fordyce; 16 лютого 1858, Гернсі, Огайо — 4 червня 1925, Нью-Йорк) — американський дерматолог, ім'я якого пов'язане з Гранулами Фордайса (також відомою як хвороба Фордайса), ангіокератома Фордайса, трихоепітеліома Брука-Фордайса та хвороба Фокса-Фордайса .
Фордайс закінчив Чиказький медичний коледж у 1881 році зі ступенем медицини. Він почав свою кар'єру в Хот-Спрінгс, штат Арканзас, вирушив до Європи в 1886 році, де вивчав дерматологію у Відні та Парижі . Він повернувся до Штатів і оселився в Нью-Йорку, де працював спеціалістом з дерматології та сифілісу. З 1889 по 1893 рік він викладав у Нью-Йоркській поліклініці, а пізніше працював професором у Госпітальному коледжі Бельв'ю та Коледжі лікарів і хірургів Колумбійського університету .